# Yanick Moreira
Pour les articles homonymes, voir Moreira.
Yanick Moreira, né le 31 juillet 1991, à Luanda en Angola, est un joueur angolais de basket-ball. Il évolue au poste de pivot.

## Biographie
Après deux saisons en NCAA avec les Mustangs de SMU où il tourne à 6 points et 3,9 rebonds lors de la saison 2013-2014 et 11,1 points et 6,4 rebonds en 2014-2015, il décide de s'inscrire à la draft 2015 de la NBA. Il n'est pas pris, mais a l'occasion de jouer la Summer League avec les Clippers de Los Angeles et d'y briller (9,6 points et 5,6 rebonds de moyenne).
En septembre 2015, alors qu'il est sur le point de s'engager avec les Nets de Brooklyn en NBA, il se blesse au pied pour une durée d'environ un mois. Cette blessure l'empêche donc de jouer au plus haut niveau aux États-Unis, car Brooklyn oublie cette piste.
Le 28 novembre 2015, il s'engage avec le Rouen Métropole Basket. C'est ainsi sa première expérience européenne.
À la suite de problèmes administratifs, ce n'est que le 27 décembre 2015 qu'il joue son premier match avec le club normand. Il concède sa première défaite contre Châlons Reims (77-82). Malgré tout, il inscrit 12 points, prend 4 rebonds, effectue 3 interceptions et délivre 1 passe décisive pour une évaluation de 11 en 25 minutes. Malgré quatre bons matches (11 points et 4,8 rebonds de moyenne), il quitte le club le 31 janvier 2016 à l'issue de sa qualification avec le club.
En juin 2020, Moreira rejoint l'AEK Athènes pour la saison 2020-2021.